# Роналд Гърчалиу
Роналд Гърчалиу (на албански Ronald Gërçaliu) е роден на 12 февруари 1986 г. в Тирана, Албания. Той е австрийски футболист от албански произход и играе за националния отбор на страната.

## Успехи
- Ностиел на купата на Австрия (2007)
- Вицешампион на Австрия (2006)